# Hambergita
L'hambergita és un mineral de la classe dels borats. Va rebre el seu nom l'any 1890 per Waldemar Christofer Brøgger en honor d'Axel Hamberg (1863-1933), professor de geografia a la Universitat d'Uppsala, Suècia, qui va cridar l'atenció sobre els primers exemplars.

## Característiques
L'hambergita és un borat de fórmula química Be₂(BO₃)(OH). Cristal·litza en el sistema ortoròmbic. Es troba típicament ben cristal·litzat, de forma prismàtica al llarg de [001] o bipiramidal, mostrant {110}, {021}, {010}, {100} i {210}, estriat en {100} amb estries paral·leles a [001], de fins a 30 cm. La seva duresa a l'escala de Mohs és 7,5.
Segons la classificació de Nickel-Strunz, l'hambergita pertany a «06.AB: borats amb anions addicionals; 1(D) + OH, etc.» juntament amb els següents minerals: berborita, jeremejevita, warwickita, yuanfuliïta, karlita, azoproïta, bonaccordita, fredrikssonita, ludwigita, vonsenita, pinakiolita, blatterita, chestermanita, ortopinakiolita, takeuchiïta, hulsita, magnesiohulsita, aluminomagnesiohulsita, fluoborita, hidroxilborita, shabynita, wightmanita, gaudefroyita, sakhaïta, harkerita, pertsevita-(F), pertsevita-(OH), jacquesdietrichita i painita.

## Formació i jaciments
Va ser descoberta l'any 1890 a les pegmatites sienites de Salbutangen, Helgeroa (Vestfold, Noruega), on es troba associada a altres minerals com: zircó, sodalita, fluorita, ferrohornblenda, biotita, analcima i altres minerals del grup dels feldespats.